# 巴克艾鎮區 (堪薩斯州迪金森縣)
巴克艾鎮區（英語：Buckeye Township）為美國堪薩斯州迪金森縣轄下的鎮區。2010年美国人口普查中此鎮區人口有420人。

## 地理
巴克艾鎮區涵蓋總面積為94.0平方（36.30平方英里），其中陸地面積為93.9平方（36.24平方英里），水域面積為0.16平方（0.06平方英里）或0.17%。海拔高度382（1,253英尺）。

## 人口統計
根據2010年美國人口普查，巴克艾鎮區人口有420人，其中男性有216人，女性有204人，人口密度為每平方公里4.47人，住房計180戶。鎮區內的白人有405人，非裔美國人有3人，美洲原住民有6人，亞裔美國人有2人，太平洋島裔美國人有0人，其他種族有1人，混血種族則有3人。此外鎮區內有5人為西班牙裔或拉丁裔美國人。此鎮區之年齡中位數為44.5歲，而男性年齡中位數為45.0歲，女性年齡中位數為44.3歲。

## 交通

### 主要公路
- 15號堪薩斯州州道
- 18號堪薩斯州州道